# Heriades chrysogaster
Heriades chrysogaster är en biart som först beskrevs av Cameron 1897.  Heriades chrysogaster ingår i släktet väggbin, och familjen buksamlarbin. Inga underarter finns listade i Catalogue of Life.